# Citapen (Cihampelas)
Citapen is een bestuurslaag in het regentschap Bandung Barat van de provincie West-Java, Indonesië. Citapen telt 12.978 inwoners (volkstelling 2010).